# Дар дождя
Дар дождя — первый роман малайского писателя Тан Тван Энга, опубликованный в 2007 г. в Великобритании и в 2008 г. в США. В 2007 году книга попала в длинный список Букеровской премии.

## Сюжет
Действие романа разворачивается на острове Пинанг в Малайзии во время Второй мировой войны. Главный герой - Филипп Хаттон, юноша китайско-английского происхождения, знакомится с японским дипломатом Хаято Эндо, который впоследствии становится его наставником и преподает молодому человеку искусство айкидо. Когда вспыхивает война и японцы вторгаются в Малайзию, Филипп и Эндо разрываются между преданностью друг другу и своим семьям и странам. Филипп решается помогать японцам и Эндо в управлении страной в надежде таким образом спасти семью, однако по возможности помогает и партизанам, в стане которых находится его лучший друг Кон.

## Персонажи
Филипп Арминий Хаттон — сын Ноэля Хаттона от второго брака, ученик Хаято Эндо. Мать Филиппа умерла, когда он был маленьким. Будучи полукровкой, он всегда ведет себя отстранено и не чувствует связи с семьей. Во время Второй мировой войны работает на японцев, чтобы защитить семью, также помогает и партизанам. Благодаря ему многим жителям острова удается уцелеть в оккупации. Остаток жизни проводит, покупая и восстанавливая здания. Местное население относится к нему со смесью восхищения и презрения, видя в нем либо предателя, либо спасителя.
Хаято Эндо — наставник Филиппа, японский дипломат, вынужденный работать на правительство императора. В конце романа убеждает Филиппа избавить его от послевоенного трибунала и разорвать порочный круг, по которому они с Филиппом ходят уже много веков.
Митико Мураками — пожилая вдова, в прошлом была влюблена в Хаято Эндо. Рассказ, поведанный ей Филиппом, о том, что произошло с ним после знакомства с Эндо, является каркасом повествования.
Ноэль Хаттон — отец Уильяма, Эдварда, Изабель и Филиппа, глава торговой компании "Грэм Хаттон и Сыновья". Когда сговор Филиппа и партизан был раскрыт, Ноэль спас сына и был казнен вместо него.
Уильям Хаттон — единокровный брат Филиппа. Во время войны вступил в военно-морской флот и погиб на корабле, потопленном японскими самолетами.
Изабель Хаттон — единокровная сестра Филиппа. Работает на движение сопротивления. Предана дядюшкой Лимом и застрелена Хаято Эндо.
Эдвард Хаттон — единокровный брат Филиппа. Погибает в Бирме, будучи заключенным.
Акаси Саотомэ — начальник Хаято Эндо в К-Л. Убит партизанами.
Кон — сын Таукея Ийпа, ученик Хидеки Танака, друг Филиппа. Во время войны присоединяется к партизанскому движению. Позже убит партизанами при попытке сбежать с Филиппом и учителем Танака.
Дядюшка Лим — шофер Хаттонов, яростно ненавидящий японцев. Предает Хаттонов, так как считает их виновными в смерти дочери.
Кху Ю Мэй — тетя Филиппа по материнской линии. Её муж Гарри был убит во время беспорядков между китайцами и малайцами. Подвергнута пыткам и убита японцами за помощь сопротивлению.
Господин Кху — дедушка Филиппа, отец тети Ю Мэй и матери Филиппа. Был учителем при дворе императора. После войны пропадает без вести.
Мин — дочь дядюшки Лима. Во время вторжения Японии в Китай переезжает в Малайзию и выходит замуж за местного рыбака. Когда её муж погибает, Мин совершает самоубийство.
Генри Кросс — глава Эмпайр Трейдинг, крупнейшего торгового дома в Пенанге.
Сигеру Хироси — японский консул. Поссорился с Филиппом, который поставил под сомнение дисциплину в японской армии, упомянув Нанкинскую резню.
Хидеки Танака — наставник Кона, вместо с Эндо-саном учился у одного и того же мастера айкидзюдзюцу. Был влюблен в Митико Мураками. Присматривал за Эндо-саном в Пенанге по просьбе Митико и учителя. Попадает в плен к партизанам. Убит своим учеником, Коном, который спасает наставника от дальнейших пыток и мучений.
Пенелопа Чи — журналистка, которая берет интервью у Филиппа, её дед был подвергнут пыткам японцами.
Мартин Эджкам — секретный агент, предлагающий Кону и Филиппу присоединиться к партизанам.
Таукей Ийп — отец Кона, лидер триады, ключевая фигура в движении сопротивления.
Питер МакАллистер — юрист, в которого влюблена Изабель Хаттон, несмотря на большую разницу в возрасте. Вместе с Эдвардом подвергся ссылке в тюрьму, был убит при попытке бегства.
Фудзихара — жестокий японский генерал.
Су Йен — партизан, любимая Кона. Бросает ради него Йон Квана, потом играет ключевую роль в смерти Кона.
А Хок — рыбак, муж Мин, погибает от рук японцев.
Йон Кван — лидер партизанского движения, член коммунистической партии Малайи. Сомневается в преданности Филиппа и Кона.
Генерал Эрскин — британский генерал, стоящий во главе возвращенных на остров Союзных войск во время капитуляции Японии.